# 후쿠이현
후쿠이현(일본어: 福井県)은 일본 혼슈의 동해와 와카사만에 접한 현이다. 현청 소재지는 후쿠이시이다.

## 개요
야마나카 고개, 기노메 고개, 도치노기 고개에 이르는 능선(陵線)을 경계로 북측의 레이호쿠 지방(에치젠 지방)과 남측의 레이난 지방(와카사 지방)으로 구성되어 있다. 주부 지방의 호쿠리쿠 지방에 속해 있으나 간사이 지방으로 분류되기도 한다.

## 지리

### 기후
전 지역이 동해측 기후로 폭설 지대(일부 지역은 특별 폭설 지대)이다. 특별 폭설 지대에 속하는 오노시·가쓰야마시·이케다정·미나미에치젠정의 구 이마조정은 전국 유수의 적설량을 기록하고 있어 연 강수량은 많으면 시간당 3000mm 이상에 달한다. 다만 최근에는 온난화 경향으로 강수량이 예전에 비해 감소하고 있다.
한편으로 특별 폭설 지대 이외의 지역은 쓰시마 난류의 영향에 의해 겨울에도 비교적 온난해 눈보다는 비가 내리는 날이 많다. 이 때문에「도시락은 잊더라도 우산은 잊지 말아라」(弁当忘れても傘忘れるな)라는 날씨에 관한 격언이 존재한다.

### 지형

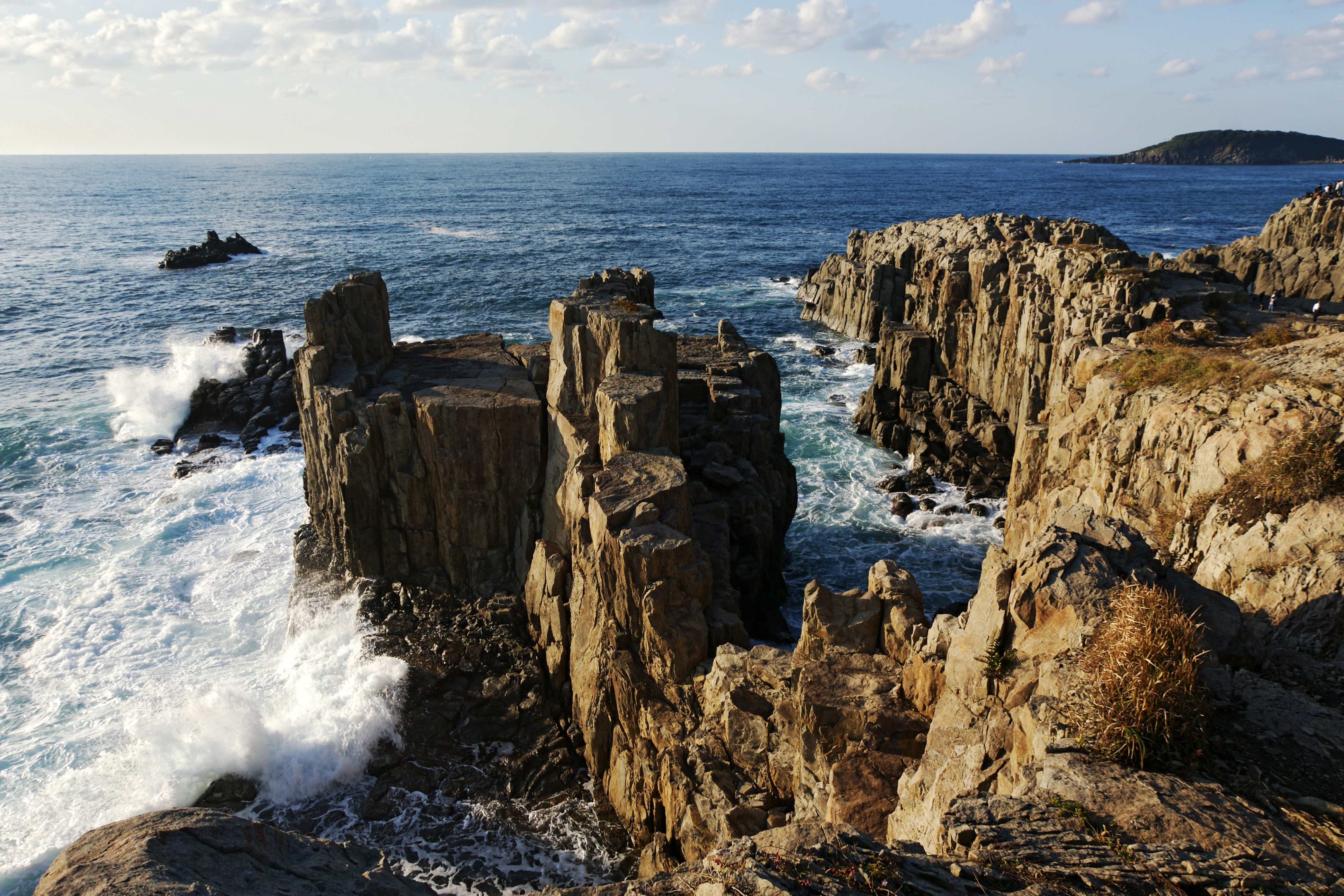
에치젠 해안(도진보)

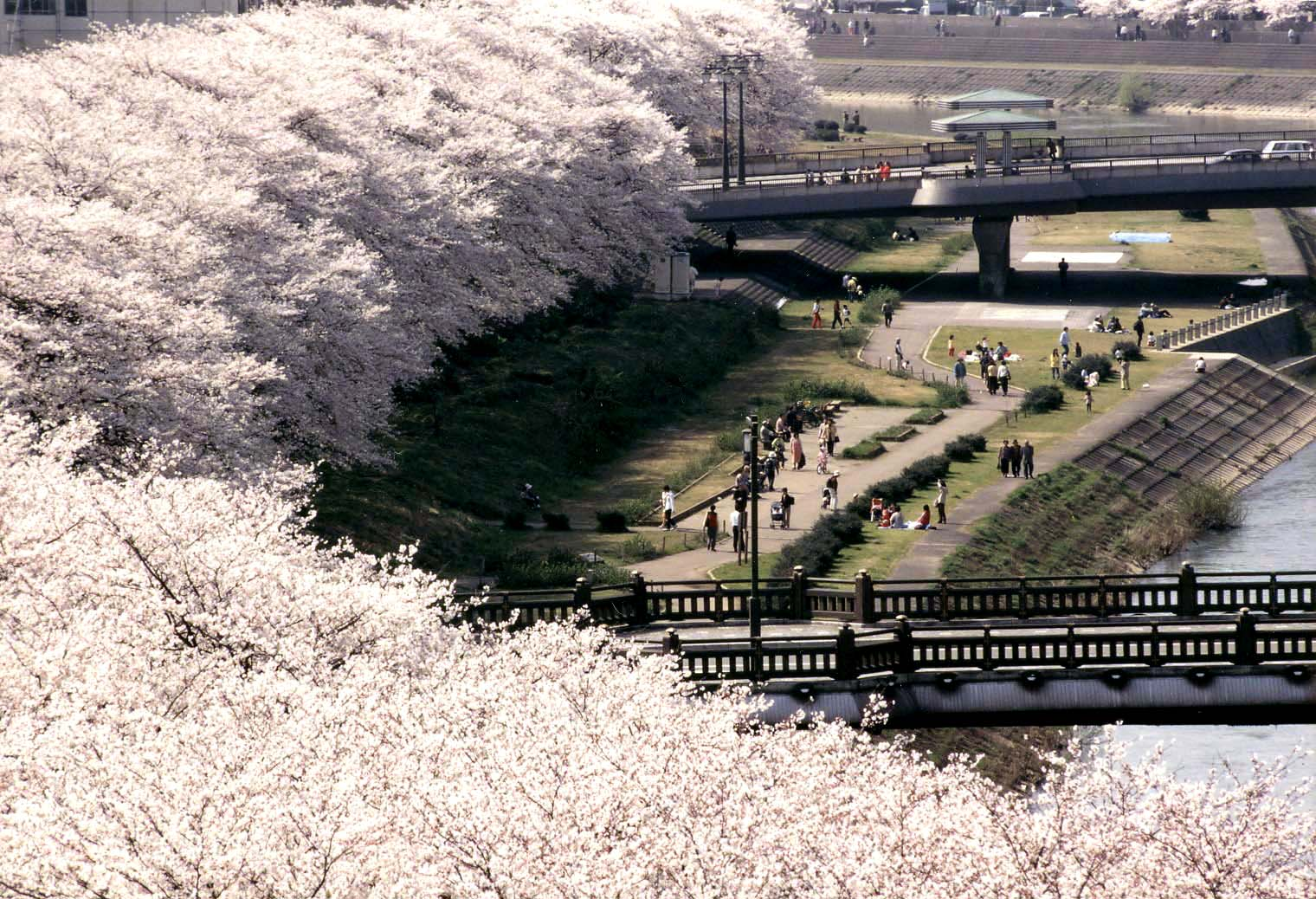
아스와강의 벚꽃 풍경

와카사만의 해안선은 리아스식 해안으로 유명하다.
- 만(湾)
  - 와카사만 - 쓰루가만, 오바마만, 야시로만
- 평야
  - 후쿠이평야, 사바타케(사바에·다케후) 분지, 가쓰야마 분지, 오노 분지
- 반도
  - 쓰루가반도, 쓰네가미반도, 우치토미반도, 오시마반도, 오우라반도(동부만. 서부는 교토부)
- 해안
  - 에치젠 해안 - 에치젠곶, 도진보
- 일급 하천
  - 구즈류가와 수계 - 구즈류강, 히노가와강, 아스와가와강
  - 기타가와 수계 - 기타가와강, 오뉴강
- 주된 호수・댐
  - 미카타고 호수, 기타가타 호수, 구즈류 호수(구즈류 댐), 마나히메 호수(마나가와 댐), 사소가와댐 호수(사소가와 댐)
- 산악·산지
  - 료하쿠 산지 - 하쿠산산, 아카우사산 등
  - 아오바산

### 자연공원
- 국립공원
  - 하쿠산 국립공원
- 국정공원
  - 에치젠 가가 해안 국정공원, 와카사만 국정공원
- 현립자연공원
  - 오쿠에쓰 고원 현립 자연공원

### 인접한 현
- 교토부 - 시가현 - 기후현 - 이시카와현

## 행정 구역

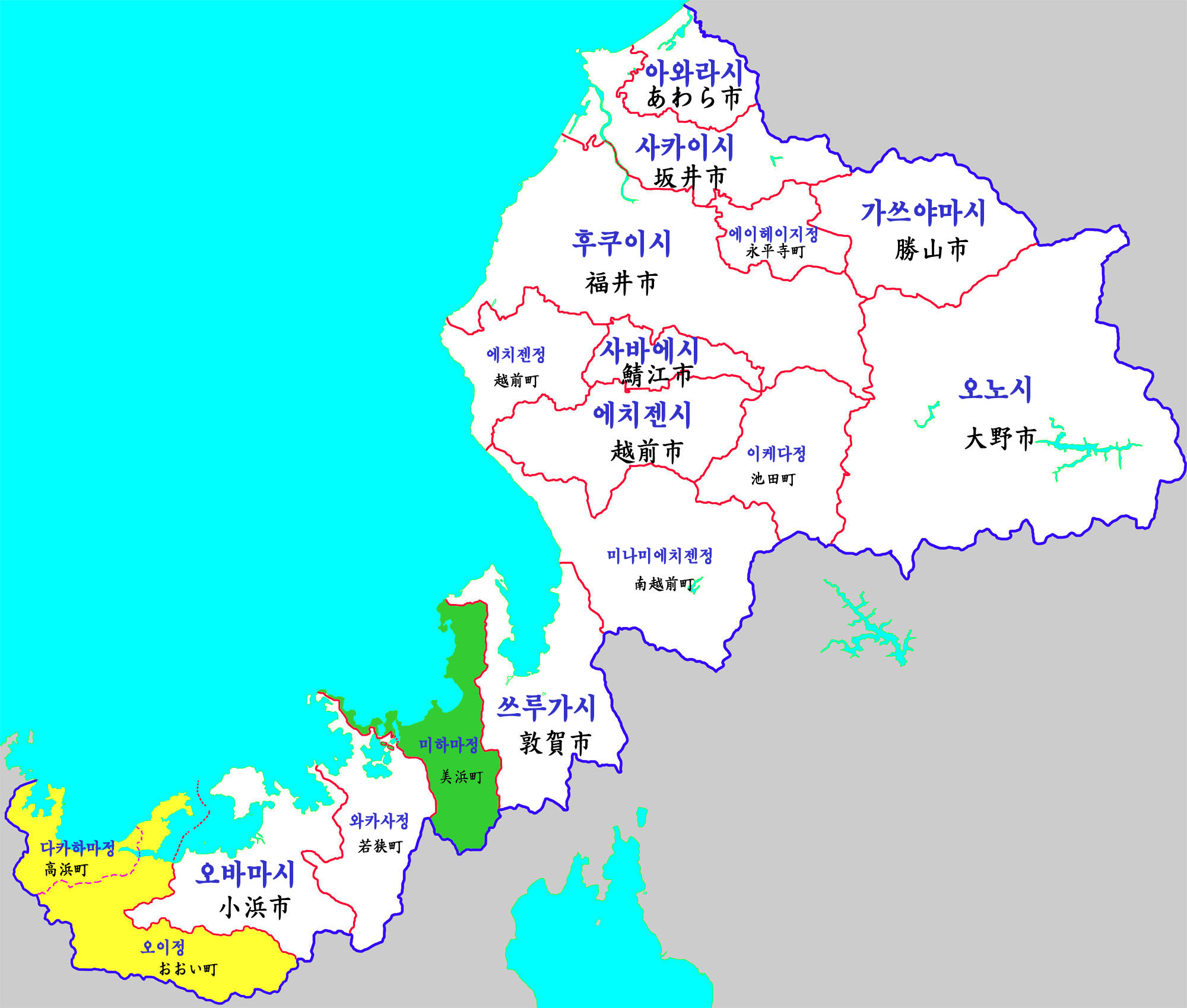
후쿠이현 지도

### 레이호쿠(嶺北) 지역
| - 후쿠이시(福井市) - 현청 소재지, 특례시 - 오노시(大野市) - 가쓰야마시(勝山市) - 사바에시(鯖江市) - 아와라시(あわら市) - 에치젠시(越前市) - 사카이시(坂井市) | - 요시다군(吉田郡) - 에이헤이지정(永平寺町) - 이마다테군(今立郡) - 이케다정(池田町) - 난조군(南条郡) - 미나미에치젠정(南越前町) - 뉴군(丹生郡) - 에치젠정(越前町) | - 쓰루가시(敦賀市) - 오바마시(小浜市) - 미카타군(三方郡) - 미하마정(美浜町) - 오이군(大飯郡) - 다카하마정(高浜町) - 오이정(おおい町) - 미카타카미나카군(三方上中郡) - 와카사정(若狭町) |

## 역사

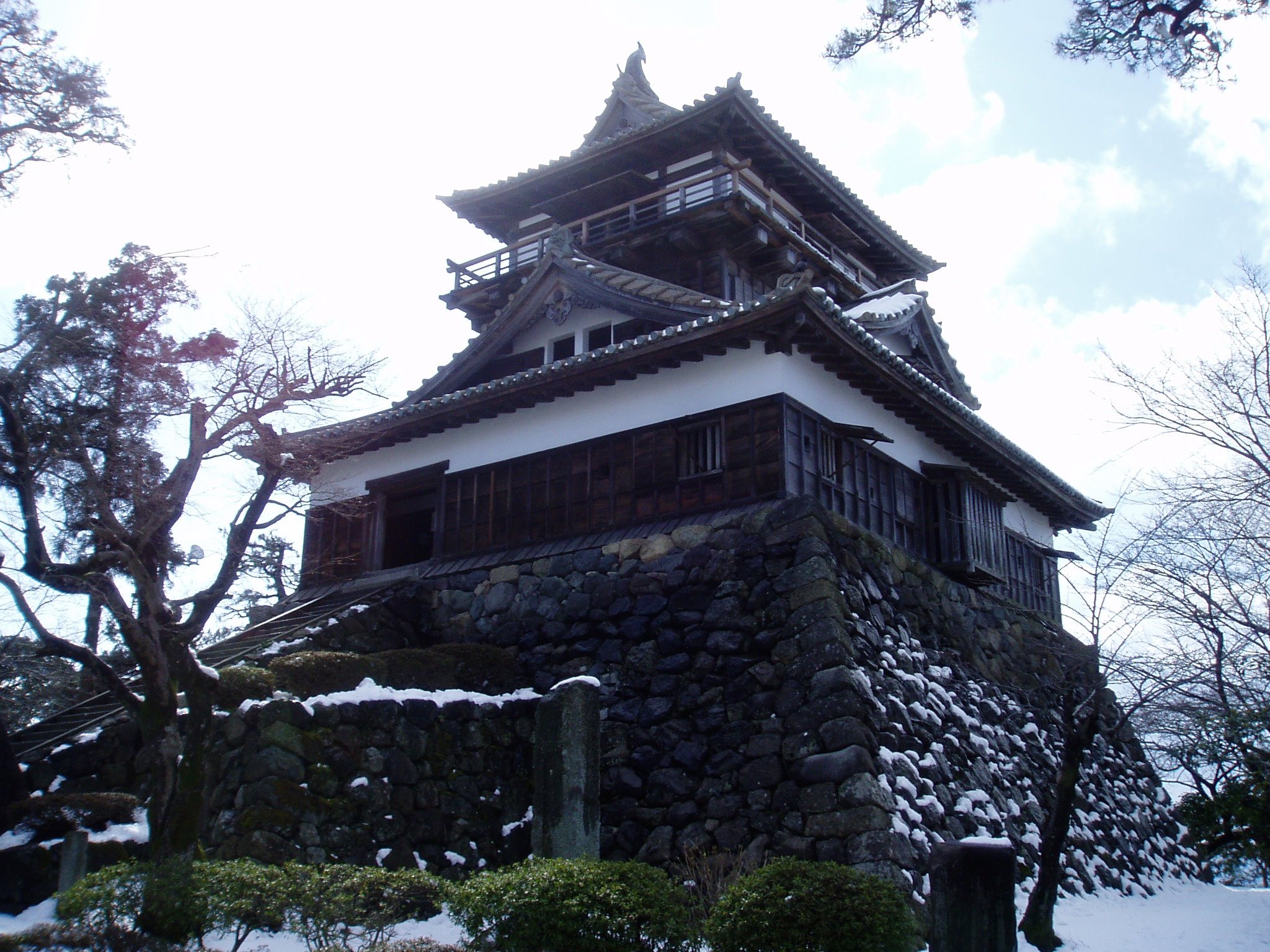
마루오카성

후쿠이현은 1871년에 세워졌고 이전에는 와카사국, 에치젠국으로 이루어져 있었다. 에도 시대에 이 지방의 다이묘는 도쿠가와 이에야스의 후손인 마쓰다이라씨였다.

### 재정
- 재정력 지수: 0.34(2006년도 기준)

## 경제
사바에시는 일본에서 만들어지는 안경의 90%를 생산한다. 쓰루가시의 와카사만을 따라 몇 개의 원자력 발전소가 위치해 게이한신 도시권에 전기를 공급한다.

## 인구
|                                              | |
| 후쿠이현의 전국의 연령별 인구 분포（2005년） | 후쿠이현의 연령·남녀별 인구 분포（2005년）                                                                             |
| ■자주색 ― 후쿠이현 ■녹색 ― 일본전국          | ■파랑색 ― 남자 ■빨간색 ― 여자                                                                                          |
| · 후쿠이현의 인구추이                        | |
| 일본 총무성 통계국 국세조사 결과             | |
|                                              | 기술적 문제로 인해 그래프를 일시적으로 사용할 수 없습니다. 파브리케이터와 미디어위키 위키에 더 자세한 정보가 있습니다. |

## 교통

### 공항
- 후쿠이 공항(정기적으로 사용하지는 않는다)

### 철도
서일본 여객철도(JR 서일본)
- 호쿠리쿠 본선
- 오바마선
- 에쓰미호쿠선(구즈류선)

에치젠 철도
- 가쓰야마에이헤이지선
- 미쓰쿠니아시하라선

후쿠이 철도
- 후쿠부선

일본화물철도
- 호쿠리쿠 본선(쓰루가항선) - 쓰루가역과 쓰루가미나토역을 잇는 화물선이지만 임시로 여객 수송이 행해지기도 한다(상세한 설명은 호쿠리쿠 본선·쓰루가미나토선을 참고).

정비 신칸센
- 호쿠리쿠 신칸센

미개통 노선
- 비와코 와카사만 쾌속철도 - 오바마선과 고세이선을 잇는 단거리 연락선.

### 도로
고속도로
- 호쿠리쿠 자동차도
- 마이즈루 와카사 자동차도(일본어판)(긴키 자동차도 쓰루가 선)

일반국도 자동차 전용 도로
- 주부 종관 자동차도(일본어판)

일반 국도
- 국도 제8호선
- 국도 제27호선
- 국도 제157호선 (일본)(일본어판)
- 국도 제158호선
- 국도 제161호선
- 국도 제162호선 (일본)(일본어판)
- 국도 제303호선 (일본)(일본어판)
- 국도 제305호선 (일본)(일본어판)
- 국도 제364호선 (일본)(일본어판)
- 국도 제365호선 (일본)(일본어판)
- 국도 제416호선 (일본)(일본어판)
- 국도 제417호선 (일본)(일본어판)
- 국도 제418호선 (일본)(일본어판)
- 국도 제476호선 (일본)(일본어판)

### 항만
- 쓰루가항(쓰루가시: 중요 항만, 특정항, 국제항)
  - 신니혼카이 페리
- 후쿠이항(사카이시·후쿠이시: 특정지역진흥중요항만, 특정항, 국제항)
- 우치우라항(다카하마정: 지방항, 국제항)
- 다카스항(후쿠이시: 지방항, 피난항)
- 와다항(다카하마정·오오이정: 지방항, 피난항)